# Азаров, Денис Николаевич
Дени́с Никола́евич Аза́ров (род. 29 марта 1986, Москва) — российский театральный режиссёр, художественный руководитель Театра Романа Виктюка (с 16 декабря 2020 по 18 апреля 2022).

## Биография
Родился 29 марта 1986 года в Москве. Свою театральную деятельность начал в 2005 году в театре «Новая опера» Евгения Колобова, где с 2005 по 2009 год работал ассистентом режиссёра и переводчиком, где сотрудничал с такими режиссёрами, как Ахим Фрайер, Серджио Морабито, Йосси Виллер, Элайджа Мошинский, Каспер Хольтен.
2006 год — режиссёр-стажёр в Баденском государственном театре в Карлсруэ.
С 2007 по 2010 год — сотрудник московского театра «Мастерская Петра Фоменко».
В 2007 году при Академии хорового искусства им. В. С. Попова основывает оперную студию «Московский молодёжный оперный дом», где ставил спектакли на протяжении пяти лет.
С 2010 по 2012 год — режиссёр Камерного музыкального театра им. Б. А. Покровского.
С 2011 по 2012 год — педагог по актёрскому мастерству молодёжной программы Большого театра России.
В качестве второго режиссёра участвовал в постановках спектаклей Кирилла Серебренникова «Золотой петушок» Н. А. Римского-Корсакого в Большом театре России 2011 года и «Американская Лулу» О. Нойверт в «Комише опер» (Берлин) 2012 года.
В 2012 году окончил режиссёрский факультет ГИТИСа (мастерская И. Л. Райхельгауза).
В 2012—2013 годах сотрудничал с проектом «Платформа».
В 2013 году стал резидентом экспериментальной программы Центра им. В. Мейерхольда «Blackbox».
C 2014 по 2016 год — режиссёр Первого академического драматического театра им. Ф. Волкова (Ярославль).
С 16 декабря 2020 года по 18 апреля 2022 года — художественный руководитель Театра Романа Виктюка.
В настоящее время ставит спектакли в МХТ им. Чехова, Театре на Таганке и других. Часто сотрудничает со сценографом Алексеем Трегубовым в постановке своих спектаклей.

## Постановки в театре
Студия «Московский молодёжный оперный дом» при Академии хорового искусства им. В. С. Попова (2007—2010)
- «Иоланта» П. И. Чайковского
- «Путешествие в Реймс» Дж. Россини
- «Свадьба Фигаро» В.-А. Моцарта[3]
- «Дон Паскуале» Г. Доницетти
- «Перезвоны» В. А. Гаврилина
- «Алеко» С. В. Рахманинова

Камерный музыкальный театр имени Б. А. Покровского
- 2011 — «Русская тетрадь» В. А. Гаврилина[4]
- 2012 — «Шут и король» В. А. Кобекина

«Платформа»
- 2013 — «Страсти по Никодиму» А. П. Маноцкова[5]

Гоголь-центр
- 2013 — «Ёлка у Ивановых» А. И. Введенского[6][7]
- 2017 — «Молоко» Е. Мавроматис[8]

Центр драматургии и режиссуры
- 2013 — «Вий. Докудрама» Н. В. Гоголя, Н. А. Ворожбит[9]

«Открытая сцена»
- 2013 — «Публичное чтение» В. В. Печейкина[10]
- 2014 — «Руслан и Людмила. Концерт» А. С. Пушкина[11]

Московский драматический театр имени М. Н. Ермоловой
- 2014 — «Ромео и Джульетта. Версия» У. Шекспира, В. В. Печейкина
- 2015 — «Самоубийца» Н. Р. Эрдмана[12]

Центр имени Вс. Мейерхольда
- 2014 — «Из жизни планет» (на музыку О. А. Нестерова)

Российский театр драмы имени Ф. Волкова
- 2013 — «Бред вдвоём» по пьесе Э. Ионеско и стихотворениям Д. И. Хармса[13]
- 2014 — «Москва — Петушки» В. В. Ерофеева[14]
- 2015 — «Гроза» А. Н. Островского[15]
- 2016 — «Ревизор» Н. В. Гоголя[16]

Геликон-опера
- 2016 — «Доктор Гааз» А. Ю. Сергунина[17]

Культурный центр «Хитровка»
- 2016 — «На дне» М. Горького[18]

«Красный факел» (Новосибирск)
- 2018 — «Странный ужин инспектора Раффинга» Дона Нигро[19]
- 2020 — «Безумный день Фигаро» Пьера Огюстена де Бомарше

Новая опера
- 2018 — «Мадам Баттерфляй» Дж. Пуччини
- 2023 — «Иоланта / Карлик» П. И. Чайковского / А. фон Цемлинского

Школа современной пьесы
- 2019 — «Высокая вода венецианцев» Д. И. Рубиной
- 2019 — «Тот самый день» Я. Пулинович

Театр на Таганке
- 2020 — «Снегурочка» А. Н. Островского
- 2022 — «Поцелуй. Конармия» И. Э. Бабеля
- 2024 — «Веселые ребята» по одноименной кинокомедии 1934 года Григория Александрова
- 2024 — «Пиковая Дама» А.С. Пушкина

Театр на Литейном
- 2020 — «Мандат» Н. Р. Эрдмана

Театр Романа Виктюка
- 2021 — «Пир»
- 2021 — «Мертвые души» Н. В. Гоголя

Электротеатр Станиславский
- 2022 — «Чёрная пурга» по пьесе Анастасии Букреевой

МХТ имени А. П. Чехова
- 2023 — «Дядя Ваня» по пьесе А. П. Чехова
- 2023 — «9 ряд. 10, 11 место» по пьесе Юлии Поспеловой. Спектакль поставлен к 125-летнему юбилею МХТ
- 2024 — «Стоики» по пьесе Дмитрия Данилова

## Награды и номинации
- Лауреат премии «Поддержки театральных инициатив» Театра Наций.
- Стипендиат Министерства культуры Российской Федерации.
- 2017 — две номинации на премию «Золотая маска» в категориях «Лучший спектакль в опере» и «Лучшая работа режиссёра» за оперу А. Ю. Сергунина «Доктор Гааз» (Геликон-опера)[20]
- 2021 — Лауреат театральной премии «МК». Номинация «Начинающие», категория «Лучший спектакль. Большая форма» — «Пир».